# Аліна Текшор
Аліна Текшор (нар. 29 жовтня 1979) — колишня румунська тенісистка.
Найвищу одиночну позицію світового рейтингу — 364 місце досягла 9 вересня 1996, парну — 529 місце — 7 жовтня 1996 року.
Здобула 1 одиночний титул туру ITF.
Завершила кар'єру 2001 року.

## ITF Одиночний розряд Circuit finals: 3 (1–2)
| Турніри $100,000 |
| Турніри $75,000  |
| Турніри $50,000  |
| Турніри $25,000  |
| Турніри $10,000  |

| Результат | Ранг | Дата              | Турнір          | Покриття | Суперниця у фіналі | Рахунок у фіналі |
| Поразка   | 1.   | 19 травня 1996    | Торунь, Польща  | Ґрунт    | Ева Радзіковська   | 3–6, 3–6         |
| Поразка   | 2.   | 15 вересня 1996   | Albena, Таїланд | Ґрунт    | Сандра Начук       | 5–7, 6–7         |
| Перемога  | 3.   | 17 листопада 1996 | Каїр, Єгипет    | Ґрунт    | Джессіка Стек      | 6–7, 5–0, RET    |